# Denemarken op het Eurovisiesongfestival 2022
Denemarken nam deel aan het Eurovisiesongfestival 2022 in Turijn, Italië. Het was de 50ste deelname van het land aan het Eurovisiesongfestival. DR was verantwoordelijk voor de Deense inzending voor de editie van 2022.

## Selectieprocedure

### Format
De Deense bijdrage voor het Eurovisiesongfestival 2022 werd naar jaarlijkse traditie gekozen via het Dansk Melodi Grand Prix. Het format werd in vergelijking met het jaar voordien niet gewijzigd. Er was één finale waarin 8 nummers ten gehore werden gebracht. Na een stemronde gingen drie daarvan naar de superfinale, waarin eveneens door publiek gestemd kon worden. De band REDDI wist uiteindelijk te winnen, met hun nummer "The Show".
Dansk Melodi Grand Prix 2022 werd gehouden in de Jyske Bank Boxen in Herning. De presentatie lag net als de vorige editie in handen van Tina Müller en Martin Brygmann. Müller zou later ook de Deense puntengever worden in de finale van het Songfestival in Turijn.

## Dansk Melodi Grand Prix
| Volgorde | Artiest                    | Lied                     |
| -------- | -------------------------- | ------------------------ |
| 1        | Patrick Dorgan             | Vinden suser ind         |
| 2        | Conf3ssions                | Hallelujah               |
| 3        | Der Var Engang             | En skønne dag            |
| 4        | Fuld Effekt                | Rave med de hårde drenge |
| 5        | Josie Elinor & Jack Warren | Let Me Go                |
| 6        | Morten Fillipsen           | Happy Go Lucky           |
| 7        | REDDI                      | The Show                 |
| 8        | Juncker                    | Kommet for at blive      |

| Volgorde | Artiest                    | Lied       | Publieksstem | Publieksstem | Totaal | Plaats |
| Volgorde | Artiest                    | Lied       | SMS          | App          | Totaal | Plaats |
| -------- | -------------------------- | ---------- | ------------ | ------------ | ------ | ------ |
| 1        | Conf3ssions                | Hallelujah | 6%           | 26%          | 32%    | 2      |
| 2        | REDDI                      | The Show   | 9%           | 28%          | 37%    | 1      |
| 3        | Josie Elinor & Jack Warren | Let Me Go  | 9%           | 22%          | 31%    | 3      |

## In Turijn
Denemarken trad aan in de eerste halve finale, op dinsdag 10 mei 2022. REDDI was als twaalfde van zeventien artiesten aan de beurt, net na Mia Dimšić uit Kroatië en gevolgd door Lum!x & Pia Maria uit Oostenrijk. De Denen wisten uiteindelijk 55 punten te bemachtigen, wat niet genoeg was voor een finaleplaats.
1957 · 1958 · 1959 · 1960 · 1961 · 1962 · 1963 · 1964 · 1965 · 1966 · 1967-1977 · 1978 · 1979 · 1980 · 1981 · 1982 · 1983 · 1984 · 1985 · 1986 · 1987 · 1988 · 1989 · 1990 · 1991 · 1992 · 1993 · 1994 · 1995 · 1996 · 1997 · 1998 · 1999 · 2000 · 2001 · 2002 · 2003 · 2004 · 2005 · 2006 · 2007 · 2008 · 2009 · 2010 · 2011 · 2012 · 2013 · 2014 · 2015 · 2016 · 2017 · 2018 · 2019 · 2020 · 2021 · 2022 · 2023 · 2024 · 2025
Albanië · Armenië · Australië · Azerbeidzjan · België · Bulgarije · Cyprus · Denemarken · Duitsland · Estland · Finland · Frankrijk · Georgië · Griekenland · Ierland · IJsland · Israël · Italië · Kroatië · Letland · Litouwen · Malta · Moldavië · Montenegro · Nederland · Noord-Macedonië · Noorwegen · Oekraïne · Oostenrijk · Polen · Portugal · Roemenië · San Marino · Servië · Slovenië · Spanje · Tsjechië · Verenigd Koninkrijk · Zweden · Zwitserland